# Hyalospila
Hyalospila é um gênero de mariposa pertencente à família Crambidae.